# Grenadier-Brigade 193 (Wehrmacht)
Die Grenadier-Brigade 193 war eine deutsche Infanteriebrigade im Zweiten Weltkrieg.

## Geschichte
Am 15. Oktober 1942 wurde das Grenadier-Regiment 193 aufgestellt, welches am 3. November 1942 aus der 69. Infanterie-Division ausgegliedert und anschließend als selbstständiger Heerestruppenteil eingesetzt wurde. Als Heerestruppenteil kam das Regiment in Norwegen und ab März 1944 in Finnland zum Einsatz.
Mit Verfügung vom 30. Mai 1944 wurde aus dem Grenadier-Regiment 193 die Grenadier-Brigade 193 als selbstständiger Verband. Im Juni 1944 lag die Division bei der Petsamo-Kirkenes-Operation bei Petsamo. Im August und Oktober 1944 war die Brigade als Divisionsgruppe Rossi beim XIX. Armeekorps. Anschließend kam sie wieder als Grenadier-Brigade 193 zum XXXVI. Armeekorps. Im Dezember 1944 wechselte sie zur Armeegruppe Narvik unter die 20. Gebirgs-Armee.